# Зомба (дистрикт)
Зомба је један од дистрикта у Јужном региону Малавија. Дистрикт заузима површину од 2.580 километара квадратних. Граничи се са дистриктом Чирадзулу, Блантајер, Муланџе, Фаломбе, Мачинга, Балака и са Мозамбиком на истоку.

## Демографија
Дистрикт има укупну популацију од 583.167 становника (2008), а густина насељености је 230 становника по километру квадратном, више од половине становништва (52,6%) су млађи од 18 година. Годишња стопа раста становништва у последњој години била је 2%. Главне етничке групе су Манг'анџа (Њанџа), Јао и Ломве. Чињанџа је матерњи језик који говори већина становника, иако су други језици као што су Чијао и Чиломве такође распрострањени дистриктом. Две доминантне религије су хришћанство (78%) и ислам (20%).

## Локална самоуправа и администрација
Постоји девет народноскупштинских изборних јединица у дустрикту:
- Централни Зомба
- Зомба Чингале
- Зомба Чангалуме
- Зомба Чиси
- Зомба Ликангала
- Зомба Лисанџала
- Зомба Мсондоле
- Зомба Нтоња
- Зомба Тондве

Од избора 2009. године ове изборне јединице одржали су чланови Демократске напредне партије.
Једини већи град у дистрикту Зомба је:
- Зомба  - административно седиште

## Економија
Што се тиче привреде дистрикта Зомбе, ту доминира пољопривреда, где производња кукуруза се рачуна као основна делатност, а дуван се узгаја као главна исплатива биљна култура. Остале биљне културе које се гаје у дистрикту јесу: пиринач, маниока, слатки кромпир, кикирики, пасуљ и cajanus cajan. Сточарство је још увек неразвијено, ипак узгајају се говеда, живина, козе, овце, свиње и зечеви за потребе производње меса у дистрикту Зомба, а поготово се узгаја живина. Зомба са друге стране је једна од ретких дистрикта са ширењем фонда риба. Постоје око 2.600 пољопривредника који се баве риболовом у више од 5.000 језера за производњу чак 757 тона рибе годишње. Поред тога језеро Чилва наставља да буде главни извор рибе у дистрикту.
Запосленост у дострикту је порасла за скоро 97% од укупно одраслог становништва (15+), што је резултирало историјски ниском незапосленошћу.

## Туризам
Дистрикт Зомба има предивне пејзаже, туризам има велику улогу у привреди дистрикта. Најпознатије атракције су Зомба плато и језеро Чилва као и историјске светиње и природне лепоте на територији дистрикта.

## Здравство
У дистрикту постоје здравствени објекти као што су клинике, домови здравља и болнице. Наталитет у дистрикту је 48,1 рођених на 1.000 становника (процена). Укупна стопа плодности износи 5,3 деце по жени. Стопа смртности је 84 смртних случајева на 1.000 живорођених, а смртност деце је међу највишим у земљи (14,4%).

## Инфраструктура
Скоро четири петине свих домаћинства (79,6%) има приступ здравој пијаћој води, док је приступ санитарија још увек на 59%. У методе одлагања отпада спадају: спаљивање, ђубришта, бацање смећа и углавном органских производа, интегрисање у баштама и композинтним јамама.

## Образовање
Образовање у дистрикту Зомба је понуђен од предшколског, основног, средњег до вишег образовања. Услуге пружају власт, верске институције као и приватна лица. Дистрикт је доживео нагли пораст уписа у школу. Основна школа је уписало 87,2% деце у односу на стопу земље (80%). Међутим сектор образовања у Зомби на свим нивоима и даље се суочава са бројним изазовима укључујићи и квалификацију наставника, несташице у укупном броју наставника и недовољно студентских смештајних капацитета, недостатак или дотрајале учионице и недостатак наставних материјала.

## Транспорт
Дистрикт Зомба је релативно добро повезан. Главни пут који пролази кроз дистрикт је М3 (Блантајер-Зомба-Лилонгве). Зомба-Фаломбе пут је у изградњи. Најчешће превозно средство је бицикл и матола, па затим минибусеви и аутобуси.